# Конституция Шри-Ланки
Конституция Демократической Социалистической Республики Шри-Ланка (синг. ශ්‍රී ලංකා ආණ්ඩුක්‍රම ව්‍යවස්ථාව; там. இலங்கை அரசியலமைப்பின்) — это конституция народа Шри-Ланки, принятая Национальной Государственной Ассамблеей 7 сентября 1978 года. По состоянию на май 2015 года поправки в текст официально вносились 19 раз.
Это вторая конституция Шри-Ланки, заменившая Конституцию Шри-Ланки 1972 года, или третья, если считать с момента получения независимости в качестве доминиона Цейлон в составе Британского Содружества в 1948 году.

## История
Конституция от 22 мая 1972 года предусматривала однопалатный законодательный орган — Государственную Национальную Ассамблею, срок полномочий которого определен в 6 лет, и Президента, назначавшегося премьер-министром на 4 года; остров Цейлон переименовывался в Демократическую Социалистическую Республику Шри-Ланка. Официальным государственным языком определялсясингальский, буддизму гарантировалась государственная поддержка, что влекло за собой увеличение противоречий между сингальским большинством и тамильским меньшинством, в итоге переросших в вооружённый конфликт. Экономический кризис и внутренние конфликты привели к распаду партии Объединённого левого фронта, до этого имевшей большинство мест в парламенте, и к её поражению на выборах 1977 года, когда правящей партией стала Объединенная национальная партия, занявшая 140 из 168 мест в Национальной ассамблее, а должность премьер-министра получил Джуниус Ричард Джаявардене. Принятая в октябре 1977 года поправка к Конституции устанавливала Президента главой исполнительной власти, и премьер-министр Дж. Р. Джаявардене стал первым Исполнительным президентом Шри-Ланки 4 февраля 1978 года.
7 сентября 1978 года вступила в силу новая Конституция Шри-Ланки, действующая по настоящее время. Согласно её положениям вводилась президентская форма правления, изменилась структура политической власти. Увеличен срок полномочий президента и парламента до 6 лет, устанавливалось 196 мест в парламенте (14-й поправкой увеличено до 225).

## Положения Конституции 1978 года
Конституция Шри-Ланки от 7 сентября 1978 года установила президентскую республику. Президент — глава государства, глава исполнительной власти и Правительства, верховный главнокомандующий вооруженными силами страны избирается на 6 лет всенародным голосованием и не может занимать этот пост более 2 сроков подряд (ст. 30, 31 Конституции). Он назначает и отправляет в отставку премьер-министра, кабинет министров, может определять состав Верховного суда, а также занимать пост министра.
Органом законодательной власти является Национальная государственная ассамблея, избираемая на 6 лет и состоящая из 225 членов (ст. 62).
Конституция гарантирует соблюдение основных гражданских прав и свобод, в том числе таких как свобода мысли, совести и вероисповедания (ст. 10), свобода от пыток (ст. 11), свобода слова, собраний, объединений, передвижений (ст. 14) и т. д. При этом ст. 15 Конституции определяет условия, при которых допускается ограничение основных гражданских прав в установленном законом порядке, например когда этого требуют интересы национальной безопасности, расовой и религиозной гармонии, национальной экономики. Устанавливаются избирательные права граждан Шри-Ланки и основания их лишения, например в случае если гражданин не достиг 18 лет, признан душевнобольным, отбывает наказание в местах лишения свободы (ст. 89).
В числе главных принципов государственной политики Конституция устанавливает создание условий для полной реализации основных прав и свобод каждого гражданина, справедливое распределение материальных ресурсов общества, борьбу с неграмотностью, а ответственность за проведение социальной политики и оказание социальной помощи людям возлагается на государство (ст. 27).

## Поправки к Конституции
Для принятия поправок к конституции необходимо 2/3 голосов депутатов от их общего количества и одобрение президента.
| Поправка               | Дата            | Описание |
| ---------------------- | --------------- | --- |
| Первая поправка        | 20 ноября 1978  | Юрисдикция Апелляционного Суда |
| Вторая поправка        | 26 февраля 1979 | Порядок отставки и исключения из членов Первого Парламента |
| Третья поправка        | 27 августа 1982 | Разрешение досрочных президентских выборов, не дожидаясь окончания срока полномочий |
| Четвертая поправка     | 23 декабря 1982 | Продление срока действия первого Парламента |
| Пятая поправка         | 25 февраля 1983 | Проведение довыборов в случае наличия вакансий, не занятых партией |
| Шестая поправка        | 8 августа 1983  | Запрет на нарушение территориальной целостности |
| Седьмая поправка       | 4 октября 1983  | Работа секретарей Верховного суда и образование округа Килиноччи |
| Восьмая поправка       | 6 марта 1984    | Назначение советника Президента |
| Девятая поправка       | 24 августа 1984 | Соответствие квалификации государственных должностных лиц для участия в выборах |
| Десятая поправка       | 6 августа 1986  | Утверждение чрезвычайного положения двумя третями голосов членов парламента |
| Одиннадцатая поправка  | 6 мая 1987      | Установление заседаний Апелляционного Суда |
| Двенадцатая поправка   | (Не принята)    | |
| Тринадцатая поправка   | 14 ноября 1987  | Официальный язык тамильский; создание провинциальных советов |
| Четырнадцатая поправка | 24 мая 1988     | Расширение иммунитета президента; увеличение числа членов парламента до 225; законность референдума; назначение комиссий по разделению избирательных округов на зоны; пропорциональное представительство; распределение 29 членов Парламента на основе общего числа голосов, полученных на всеобщих выборах (ст. 99А) |
| Пятнадцатая поправка   | 17 декабря 1988 | Отмена ст. 96A, предоставление провинциям Шри-Ланки права издавать местные законодательные акты, размежевание компетенции общегосударственных органов и провинциальных советов, а также конкурирующая (совместная) компетенция                                                                                        |
| Шестнадцатая поправка  | 17 декабря 1988 | Признание сингальского и тамильского языками административного управления и законодательства (ст. 22, 23) |
| Семнадцатая поправка   | 3 октября 2001  | Принятие положений о Конституционном совете и Независимой комиссии |
| Восемнадцатая поправка | 8 сентября 2010 | Отмена ограничения срока полномочий президента; назначение Парламентского совета, принимающего решения о назначении на такие должности, как Уполномоченный по выборам, правам человека, и су́дьи Верховного Суда |
| Девятнадцатая поправка | 28 апреля 2015  | Аннулирование 18-й поправки, которая заменила 17-ю поправку, учреждение Независимых комиссий, уменьшение исполнительных полномочий Президента и восстановление демократии путём расширения прав и возможностей независимых комиссий и судебной власти                                                                 |